# بي رملي
تان سري داتوك عمار تيوكو زكريا بن تيوكو نياك بوتيه (لاحقًا رملي بن بوتيه؛ 22 مارس 1929 - 29 مايو 1973)، المعروف باسمه المسرحي بي راملي (بوتيه رملي)، كان ممثلًا ومخرجًا وموسيقيًا ماليزيًا. ، وملحن مشهور في سنغافورة و ماليزيا و إندونيسيا وجنوب تايلاند في العصر الحديث. ولد في بينانغ، مالايا، ويعتبر رمزًا بارزًا في منطقتهم المشتركة.
امتدت مسيرة P. Ramlee المهنية في صناعة الترفيه من أواخر الأربعينيات حتى وفاته في عام 1973. وقد قدم مساهمات كبيرة في صناعات السينما الماليزية السنغافورية، حيث قام ببطولة وإخراج العديد من الأفلام التي تعتبر كلاسيكية اليوم. من أبرز أعماله: بوجانج لابوك (1957)، دو ري مي (1966)، وتيجا عبد (1964).
بالإضافة إلى مسيرته السينمائية، كان بي راملي أيضًا موسيقيًا غزير الإنتاج، حيث قام بتأليف أكثر من 350 أغنية. غالبًا ما تضمنت موسيقاه عناصر الملايو التقليدية وأصبحت ذات شعبية كبيرة في جميع أنحاء جنوب شرق آسيا. أكسبته تنوعه وموهبته العديد من الجوائز والأوسمة طوال حياته.
يستمر إرث P. Ramlee في التأثير وإلهام أجيال جديدة من الفنانين في المنطقة. تظل أفلامه وموسيقاه محبوبة، ويتم الاحتفال بمساهماته في التراث الثقافي لماليزيا و سنغافورة والعالم الناطق باللغة الماليزية (أي نوسانتارا) حتى يومنا هذا.

## وصلات خارجية
- بي رملي على موقع IMDb (الإنجليزية)
- بي رملي على موقع ألو سيني (الفرنسية)
- بي رملي على موقع ميوزك برينز (الإنجليزية)
- بي رملي على موقع أول موفي (الإنجليزية)
- بي رملي على موقع أول ميوزيك (الإنجليزية)
- بي رملي على موقع ديسكوغز (الإنجليزية)
- بي رملي على موقع قاعدة بيانات الفيلم (الإنجليزية)
- بي رملي على موقع كينوبويسك (الروسية)